# Mandy Jones
Amanda Ellen „Mandy“ Jones (* 24. März 1962 in Manchester) ist eine ehemalige britische Radrennfahrerin.

## Sportlicher Werdegang
Mandy Jones begann mit dem Radsport im „Westpennine Road Club“ in Rochdale (nördlich von Manchester). 1974 bestritt sie ihr erstes Rennen und fünf Jahre später gewann sie ihre erste nationale Junioren-Meisterschaft.
1980, im Alter von 18 Jahren, wurde Mandy Jones Dritte bei der Straßen-WM im französischen Sallanches hinter Weltmeisterin Beth Heiden. 1982 errang sie als erste Britin seit 15 Jahren den Weltmeistertitel bei der Straßen-WM im heimischen Goodwood. Bei den britischen Bahn-Meisterschaften im selben Jahr bewies sie ihre Vielseitigkeit, wurde Meisterin in der 3000-Meter-Einerverfolgung und im 50-Meilen-Zeitfahren, einer englischen „Spezialität“. 1981 und 1983 gewann sie den Titel der britischen Straßen-Meisterin.

## Ehrungen
2009 gehörte Mandy Jones zu den ersten 50 Geehrten in der „British Cycling Hall of Fame“. Auch ist sie im britischen „Golden Book of Cycling“ vertreten.
Von 1983 bis 2015 betrieb Mandy Jones mit ihrem Ehemann Nigel Bishop ein Fahrradgeschäft in Oldham.